# سيرا ريجو
سيرا ريجو ( 20 نوفمبر 1973-) هي أخصائية تغذية وسياسية إسبانية تابعة لحزب اليسار المتحد وتشغل منصب وزيرة الشباب والأطفال في حكومة إسبانيا منذ عام 2023. كانت ريجو عضوًا في البرلمان الأوروبي بين عامي 2019 و2023. ولدت ريجو في فالنسيا لأم إسبانية وأب فلسطيني، وقضت جزءًا من حياتها المبكرة في عناتا. يعيش والدها مع شقيقها في الضفة الغربية.

## حياتها المهنية
بصفتها عضوًا في البرلمان الأوروبي، تم ترشيحها كمرشحة عن حزب اليسار الموحد الأوروبي - اليسار الأخضر الشمالي لمنصب رئيس البرلمان الأوروبي، وحصلت على المركز الرابع في الانتخابات التي عقدت في 3 يوليو 2019. في 15 سبتمبر 2022، كانت واحدة من 16 عضوًا في البرلمان الأوروبي صوتوا ضد إدانة الرئيس دانييل أورتيجا من نيكاراغوا بسبب انتهاكات مزعومة لحقوق الإنسان، وخاصة اعتقال الأسقف رولاندو ألفاريز.
في 21 نوفمبر 2023، تم تعيينها وزيرة للشباب والأطفال في حكومة إسبانيا. في عام 2024، قادت ريجو محاولة لقيادة اليسار الموحد، لكنها خسرت أمام أنطونيو مايلو.

## موقفها السياسي
لقد كانت ملتزمة بمكافحة العنف ضد المرأة في جميع المجالات وفي جميع أنحاء العالم. في أعقاب الحرب الفلسطينية الإسرائيلية 2023، نشرت ريجو منشورًا لصالح حق الفلسطينيين في المقاومة.